# Тростянец (приток Лысогора)
Тростянец (укр. Тростянець) — правый приток реки Лысогор, протекающий по Прилукскому району (Черниговская область).

## География
Длина — 24, 22 км. Площадь водосборного бассейна — 87,6 км². Русло реки (отметки уреза воды) в среднем течении (село Артёменков) находится на высоте 122,7 м над уровнем моря.
Река берет начало севернее посёлка Тростянец. Река течёт на юг. Впадает в реку Лысогор (на 13-м км от её устья) в селе Деймановка.
Русло слабоизвилистое. В нижнем течении пересыхает, из-за созданного крупного пруда (село Тростянец). На реке создано несколько прудов.
Пойма занята чередующимися лесами (доминирование дуба с берёзой и клёном) и заболоченными участками, в нижнем течении — лесами на заболоченных угодьях. У истоков в посёлке Тростянец, где созданы пруды, расположен дендрологический парк общегосударственного значения Тростянец, площадью 204,7 га.

## Притоки
Множество безымянных ручьёв.

## Населённые пункты
Населённые пункты на реке (от истока к устью):
1. посёлок Тростянец
2. Васьковцы
3. Артёменков
4. Тростянец
5. Деймановка